# Knut-Olaf Gundermann
Knut-Olaf Gundermann (* 22. Oktober 1933 in Magdeburg) ist ein deutscher Mediziner.
Gundermann hatte von 1980 bis 2001 den Lehrstuhl für Hygiene, Sozialhygiene und Gesundheitswesen der Christian-Albrechts-Universität zu Kiel inne und war Direktor des Instituts für Hygiene und Umweltmedizin.
Sein Bruder ist der Manager Hans-Peter Gundermann.